# Вітряк Болле

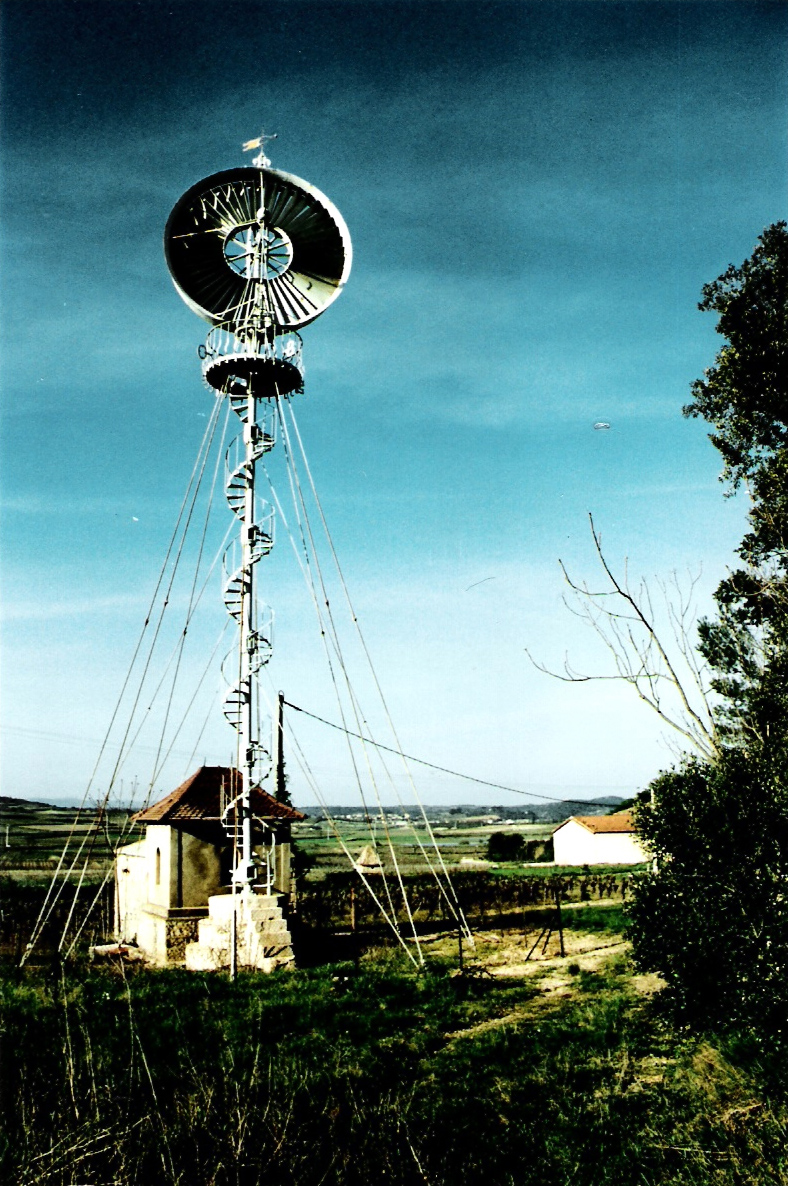
Вітряк Болле

Вітряк Болле́ — вітрогенератор незвичайної будови, який аналогічно до гідротурбіни складається як зі статора, так і ротора. Однойменний винахід був вперше запатентований у 1868 році французьким винахідником Ернестом Сільвеном Болле. Наступний патент, датований 1885 роком, відрізнявся двома важливими деталями: по-перше, принципом, за яким турбіна поверталась лопатями до вітру та, по-друге, рядом поліпшень, які збільшували вітряний потік через турбіну. Турбіна, збудована згідно з патентом 1885 року мала комерційний успіх.

## Виробництво вітрогенераторів
У 1868 році Ернест Сільвен Болле (19 липня, 1814—1891 рр.) та Огюст Сільвен Болле (1847—1906) одержали оригінальний патент № 79985 на «гідравлічний вітряний двигун». Протягом 1860-их, у зв'язку із поганим станом здоров'я, Ернест кожному з синів передав контроль над частиною свого бізнесу. Старший син, Огюст, отримав керування над виробництвом вітротурбін. Патент, на вже покращену конструкцію вітряка, придбаний у 1885 році, мав № 167726. У 1898 році Огюст продав свій бізнес Едуарду Леберу. Огюст, за попередніми оцінками, зробив близько 260 вітряків. Лебер, у свою чергу, передав бізнес Гастону Дюпле у 1918 році, а вже 1 січня 1926 року бізнес перейшов до рук Société Anonyme des Éoliennes Bollée (SAEB). SAEB звів не менше трьох семиметрових вітряків. Виробництво припинилось у 1931 році.

## Конструкція вітряка

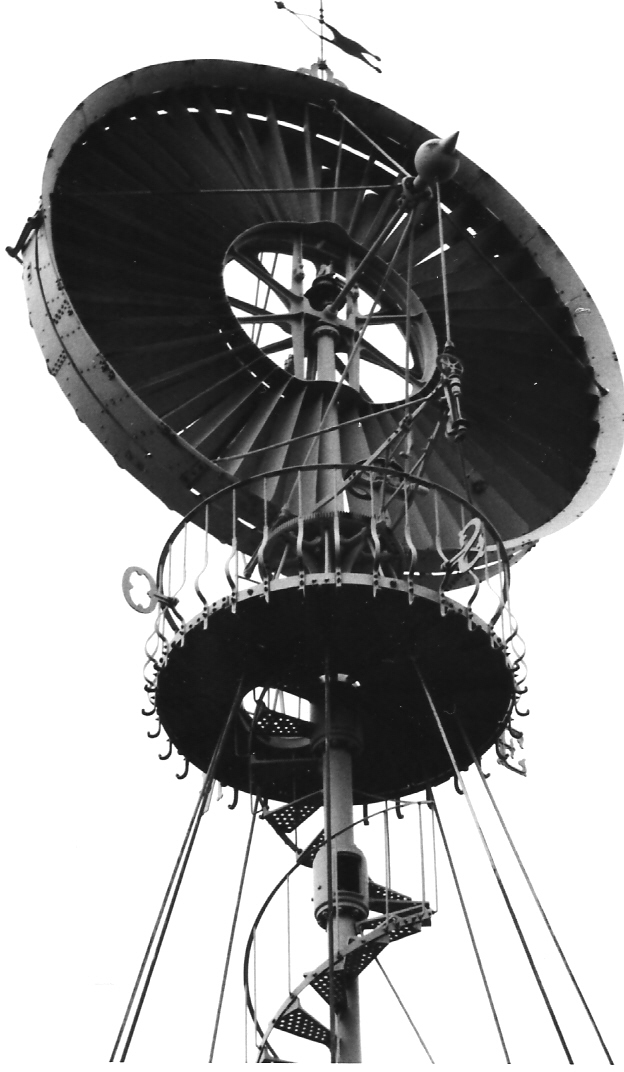
Турбіни зблизька

Вітряк Болле був сконструйований у модульній формі, що дозволяло варіювати його розміри при будівництві. Вежа могла бути звичайної конічної, трикутної чи, навіть, квадратної форми, або могла використовуватись чавунна колона із зовнішніми гвинтовими сходами. Вітряки, побудовані з цим типом вежі, мають дуже своєрідний зовнішній вигляд. Фактично турбіна складається із двох колець: одне з яких є статором, а друге — відповідно, ротором. Статор має значно більше лопатей, аніж ротор. Новим пристроєм, доданим до патенту 1885 року, була воронка, додана до статора, що дозволило вітряку захоплювати вітер з більших територій ніж ротор, і збільшує швидкість обертання турбіни. Невеликий стабілізатор, прикріплений з навітряного боку ротора, через систему шестерень повертає турбіну у напрямку до вітру. Також через систему противаг він відвертає турбіну від переважаючого напряму вітру при зростанні його сили, що запобігає пошкодженням при значних швидкостях вітру, коли вітряк обертається на повну потужність.
Чавунні стовпці, довжиною 2,85 м, вкладені у отвори, діаметром 175 мм, мають дванадцять залізних сходинок, які формують досконалу спіраль навколо колони. Половина колони залишається вільною, що дозволяє будувати вітряки різної висоти.

## Унікальні особливості
Вітряк Болле відрізняється від подібних вітряків наявністю статора. Усі вітряки мають ротор, будь то лопать на традиційному вітряку чи лопаті сучасних вітрогенераторів. Вітряк Болле — єдина вітряна турбіна, де вітер проходить через велику кількість нерухомих лопатей (статор) перед тим, як потрапити власне у ротор.

## Принцип дії
Ротор повертається вітром і через шестеренний механізм повертає вал всередині колони (якщо той використовується) чи у центрі вежі. На нижньому кінці цих шестеренчастих механізмів є горизонтальний вал через коробку передач, який зазвичай приводить в дію три повороти насоса.

## Розміри
Вітряки споруджувались чотирьох розмірів: 2,5 , 3,53 , 5-ти та 7-ми метрового діаметра.
2.5 m вітряк.
2.5 m вітряк мав 24 лопаті статора і 18 лопатей ротора.
3.53 m вітряк.
3.53 m вітряк мав 34 лопаті статора і 24 лопаті ротора.
5 m вітряк.
5 m вітряк мав 44 лопаті статора і 32 лопаті ротора.
Заявлялось, що 3.53 m вітряк із 65 мм насосом здатний перекачувати:
- 1,4 m3 води за годину при вітру, швидкістю 4 м/с;
- 1,8 m3 води за годину при вітру, швидкістю 5 м/с;
- 3 m3 води за годину при вітру, швидкістю 6 м/с;
- 4 m3 води за годину при вітру, швидкістю 7 м/с;[1]

Насоси
У виробництві були доступні насоси наступних розмірів: діаметром 33, 42, 52, 65, 80, 100 і 120 мм

## Різновиди

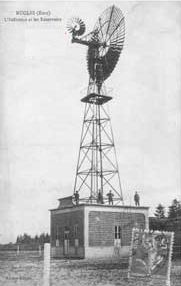
Вітряк Лебера, Рюгль, департамент Ер

Лебер сконструював кілька дуже схожих вітрогенераторів лише з ротором, у яких статор був відсутній (таким чином, це не були справжні турбіни). Вони мали діаметр 7,1 м чи 8,6 м. Принаймні три з них, як відомо, були побудовані у Рюглі, департамент Ер і в Париньє-л'Евек, департамент Сарта.
Вітрогенератор Кларксона складався з одного чи кількох роторів, які розташовувались один за одним і обертались у корпусі фіксованими напрямними лопатями між або навпроти роторів, маючи додаткову оболонку, щоб доставляти нові об'єми повітря до тих роторів, що знаходяться позаду. Циліндричні рами відкриті з обох кінців, щоб краще використовувати силу вітру. Коли вітер проходить через переднє колесо, напрямляючими лопатями він спрямовується на друге колесо, потім — на третє і так далі, ця дія кожного разу збільшує силу вітру та його дію на обертальний вал. Збереглась фотографія вітряка (1919 р.), збудованого у маєтку Лорда Дербі компанією Air Power Co. з Прествіча, графство Чешир. Цей невеликий вітряк був створений для того, щоб працювати при швидкості вітру 19 км/год, але міг розпочати роботу при силі вітру всього 11 км/год. Лопаті вітряка мали всього 1,52 м в діаметрі і створений він був, щоб перекачувати 450 літрів води за годину на висоту 15,24 м, при швидкості вітру 19 км/год, або вдвічі більше — при швидкості вітру 24 км/год. На усіх вітрогенераторах були встановлені роликові підшипники, які запускали і зупиняли пристрій, автоматично вимикали його при швидкості вітру, більшій ніж бажана. Вони були встановлені на міцних сталевих вежах із сходами та круговою платформою.

## Клієнти
Спочатку, коли компанія ще належала сім'ї Болле, переважну більшість покупців складали аристократи і джентрі, лише шість вітряків були продані муніципалітетам — у 1888 році. Після того, як компанія перейшла до рук Лебера, структура продаж змінилась — більше вітряків почали купувати комунальні підприємства, особливо у департаментах Ендр і Луара і Сарта.
Кілька вітряків були продані за кордон, включаючи два у монастир у Кавфолді, графство Сассекс; один — у монастир у місті Таррагона, Іспанія; один — у лікарню. в Тунісі; один — на шахту в Бразилії і один у Котону, Дагомея.

## Розташування

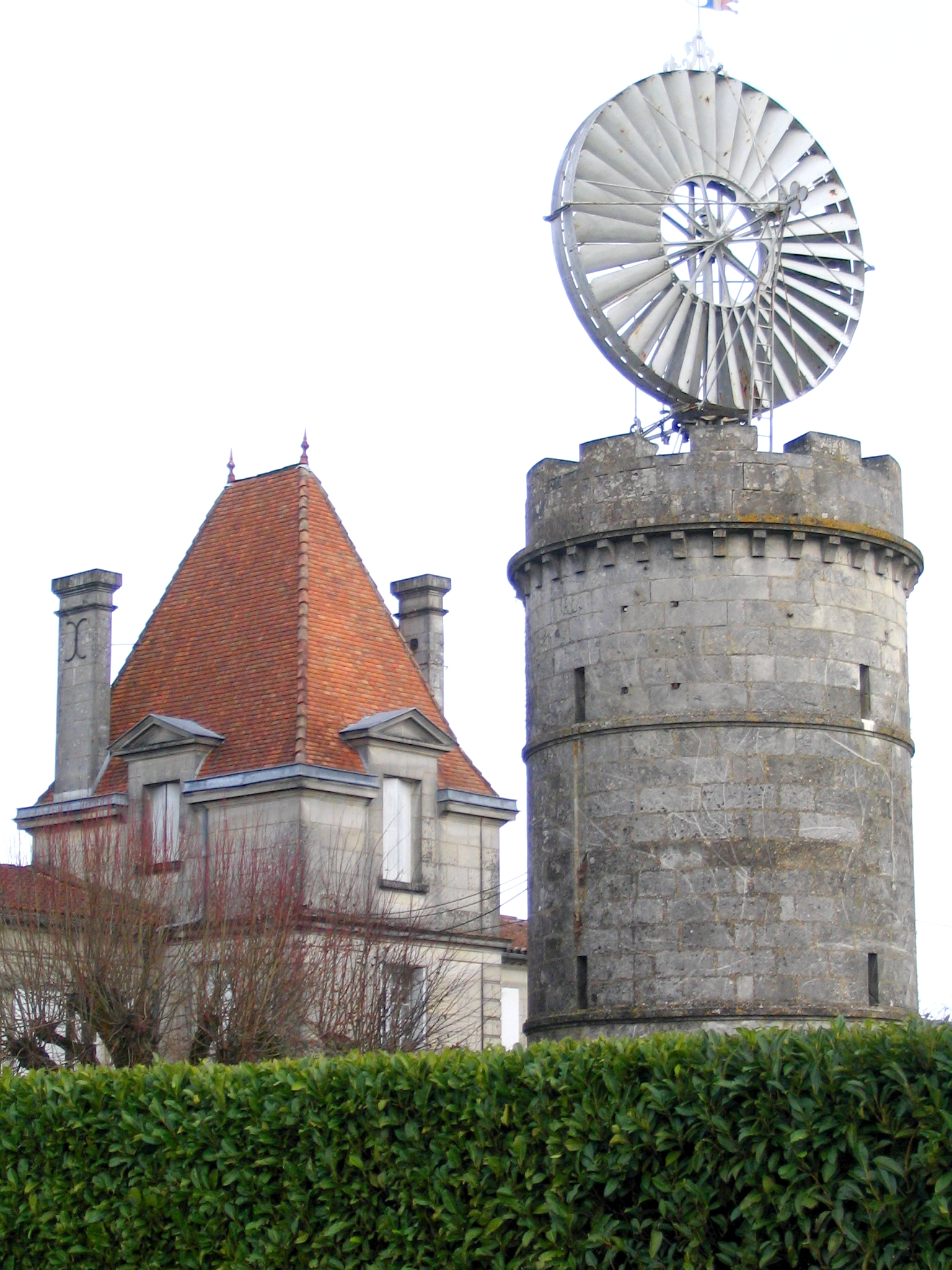
Вітряк, встановлений на кам'яній вежі

Деякі вітряки встояли до нашого часу. Найстарший вітряк, побудований фірмою Болле, стоїть у Франції на ливарному заводі у Сен-Жан-де-Бре, Орлеані. Один зберігся у робочому стані у Епюїзе, департамент Луар і Шер, а інший у музеї Болле, що в Орлеані. Кілька вітряків були відновлені до робочого стану.

## Опис вітряка Болле
Вітряк у Епюїзе встановлений на квадратній вежі, яка складається з восьми секцій, висотою 21 м. 3,53-метровий ротор приводить в дію насос, який качає воду з глибини 116 м, при цьому сам встановлений на глибині 35 метрів. Бензиновий двигун, потужністю в 2 кінські сили (1,5 кВт), встановлений для неперервної роботи, навіть коли стоїть повний штиль. При вітрі достатньої сили, насос може перекачувати 2,5 m³ води за годину.